# Nu jazz
Es un término genérico acuñado a finales de la década de los años 1990 para referirse al estilo que mezcla elementos jazzísticos con otros estilos musicales, como el funk, soul, música electrónica, y libre improvisación. También se escribe como nü-jazz o NuJazz, también llamado electronic jazz, electro-jazz, e-jazz, jazztronica, jazz house, phusion, neo-jazz o future jazz.
De acuerdo con el crítico Tony Brewer,

El Nu Jazz, por supuesto, es al jazz tradicional lo que el punk o el grunge es al Rock. [...] Se enfoca en las canciones, y no sólo en la destreza de los músicos. La instrumentación va desde lo tradicional a lo experimental, las melodías son frescas y los ritmos nuevos y vivos. Hace que el jazz sea nuevamente divertido.

## Artistas clave
Saint Germain, Koop, Red Snapper, Jazzanova, Matthew Herbert, Nicola Conte, The Cinematic Orchestra, Parov Stelar, Jazzy Ryuuji, Gramatik, Quantic, Amon Tobin, Caravan Palace United Future Organization y Nujabes, entre otros.